# IP Infusion
IP Infusion est une entreprise informatique japonaise fondée en 1996 par Kunihiro Ishiguro et rachetée en mars 2006 par la société Access Co. Elle est connue pour sa solution de routage ZebOS aujourd'hui distribuée sous l'égide du groupe Access Co.

## Historique

### GNU Zebra
L'origine de la société remonte à 1995 lorsque son fondateur, Kunihiro Ishiguro, travaillait pour un puissant fournisseur d'accès à internet du marché japonais issu d'une joint venture entre Marubeni et British Telecom, et responsable de la construction d'une dorsale Internet avec des routeurs capables de monter en charge. Il décide alors de développer une alternative indépendante des solutions hardware. Il réalise avec GNU Zebra une suite logicielle de routage portable sur plusieurs systèmes et basée sur des réflecteurs de route BGP. 
GNU Zebra devient une véritable plate-forme avec le support d'autres protocoles comme OSPF et RIP  pour IPv4 et IPv6. Ishiguro constate le potentiel économique de la technologie avec le succès grandissant du projet communautaire. Il fonde IP Infusion en 1996 avec Yoshinari Yoshikawa pour distribuer une version propriétaire avec  ZebOS. Les développements de la version libre GNU Zebra se poursuivent en parallèle jusqu'en 2005.

### ZebOS

#### Du projet GNU à la Silicon Valley
IP Infusion poursuit son expansion avec le capital risque d'investisseurs américains, notamment IVP, et devient une multinationale dès 1999 en s'installant dans la Silicon Valley.

#### Access Co.
Le groupe Access Co. rachète IP Infusion en mars 2006 pour distribuer sa plate-forme ZebOS.